# Fast Port

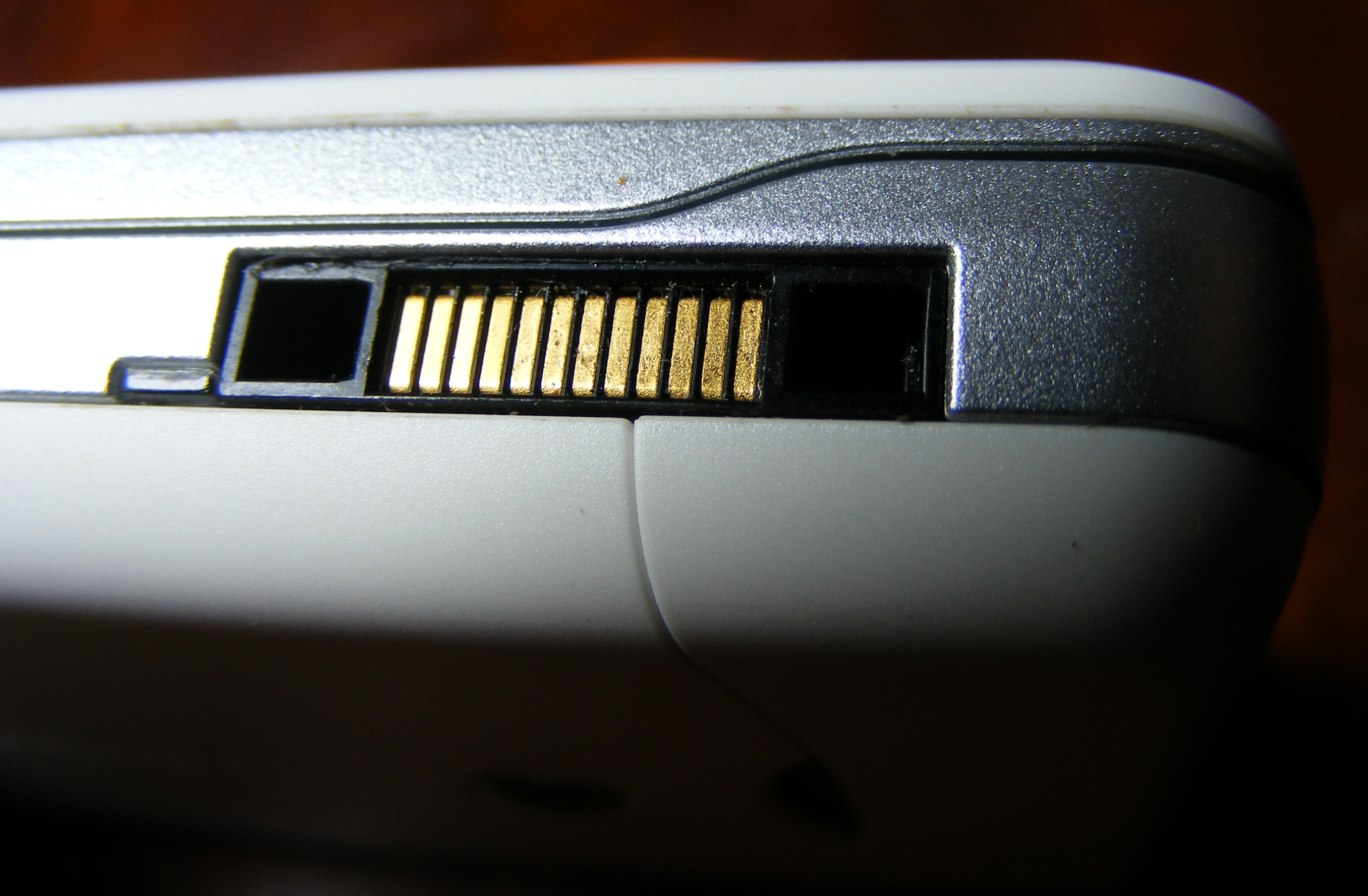
Разъём FastPort телефона Sony Ericsson W205

FastPort — интерфейс, используемый в телефонах Sony Ericsson для подключения различных аксессуаров (гарнитура, зарядное устройство, интерфейсный кабель DCU-60 или DCU-65).

## Достоинства
- удобство в использовании
- совместимость аксессуаров со всеми телефонами, оснащенными FastPort

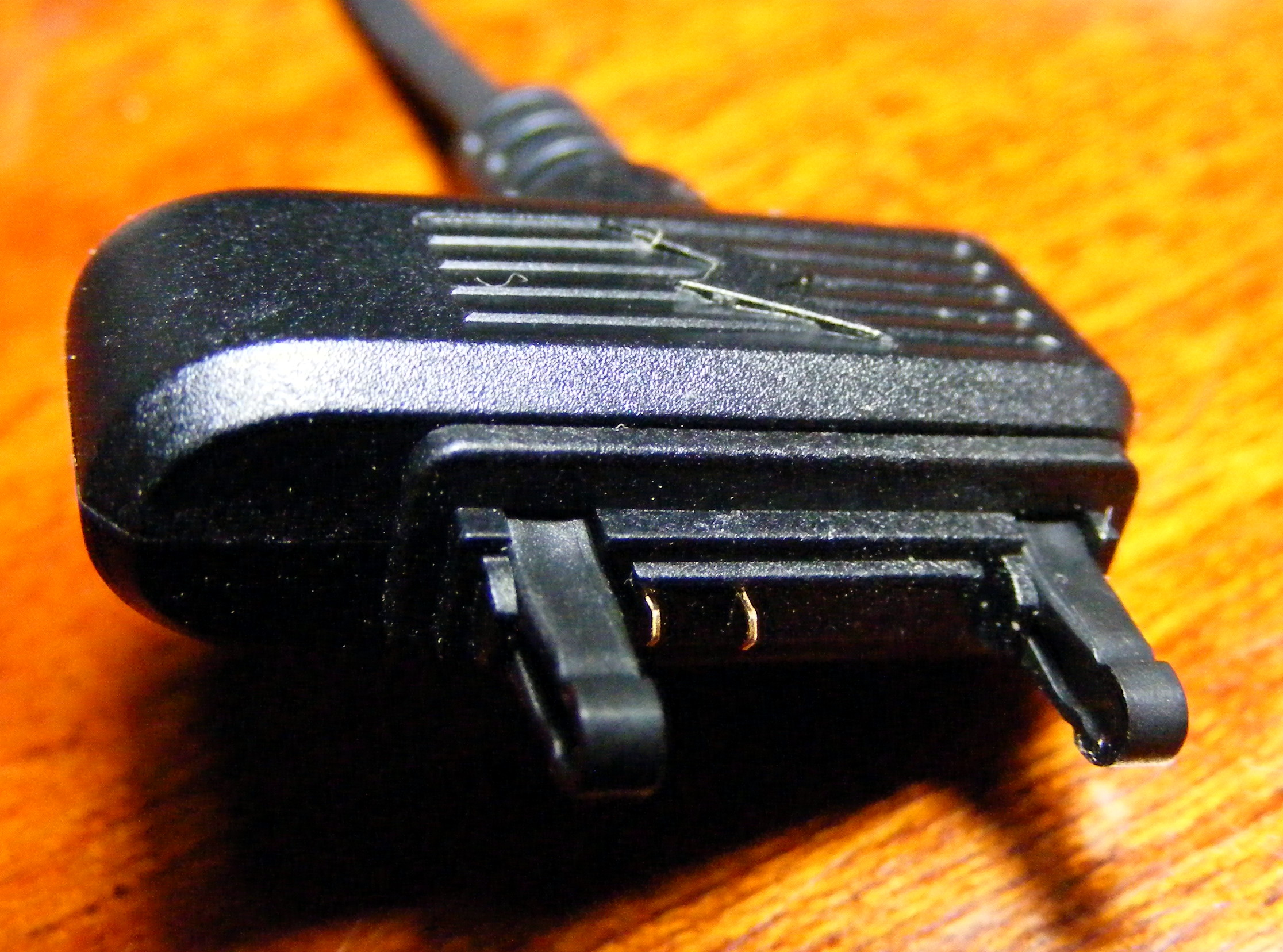
Коннектор FastPort на зарядном устройстве Sony Ericsson CST-15

## Недостатки
- относительно небольшой срок жизни разъема в телефоне
- отсутствие возможности подключения двух аксессуаров одновременно, если один из них не оснащен специальным разъемом-переходником
- стоимость аксессуаров, оснащённых данным интерфейсом существенно выше.

## Описание
Разъём имеет 12 контактов для двунаправленной передачи электрических сигналов и два отверстия для фиксации коннектора в разъёме устройства. Размеры коннектора: 20х5 мм. На фронтальной стороне коннектора находится символ, который указывает на тип устройства и помогает определить правильность подключения аксессуара.

## Внешние ссылки
- Описание и распиновка интерфейса FastPort мобильных телефонов Sony Ericsson